# Stenalcidia gofa
Stenalcidia gofa är en fjärilsart som beskrevs av Paul Dognin 1895. Stenalcidia gofa ingår i släktet Stenalcidia och familjen mätare. Inga underarter finns listade i Catalogue of Life.